# Gaspésia

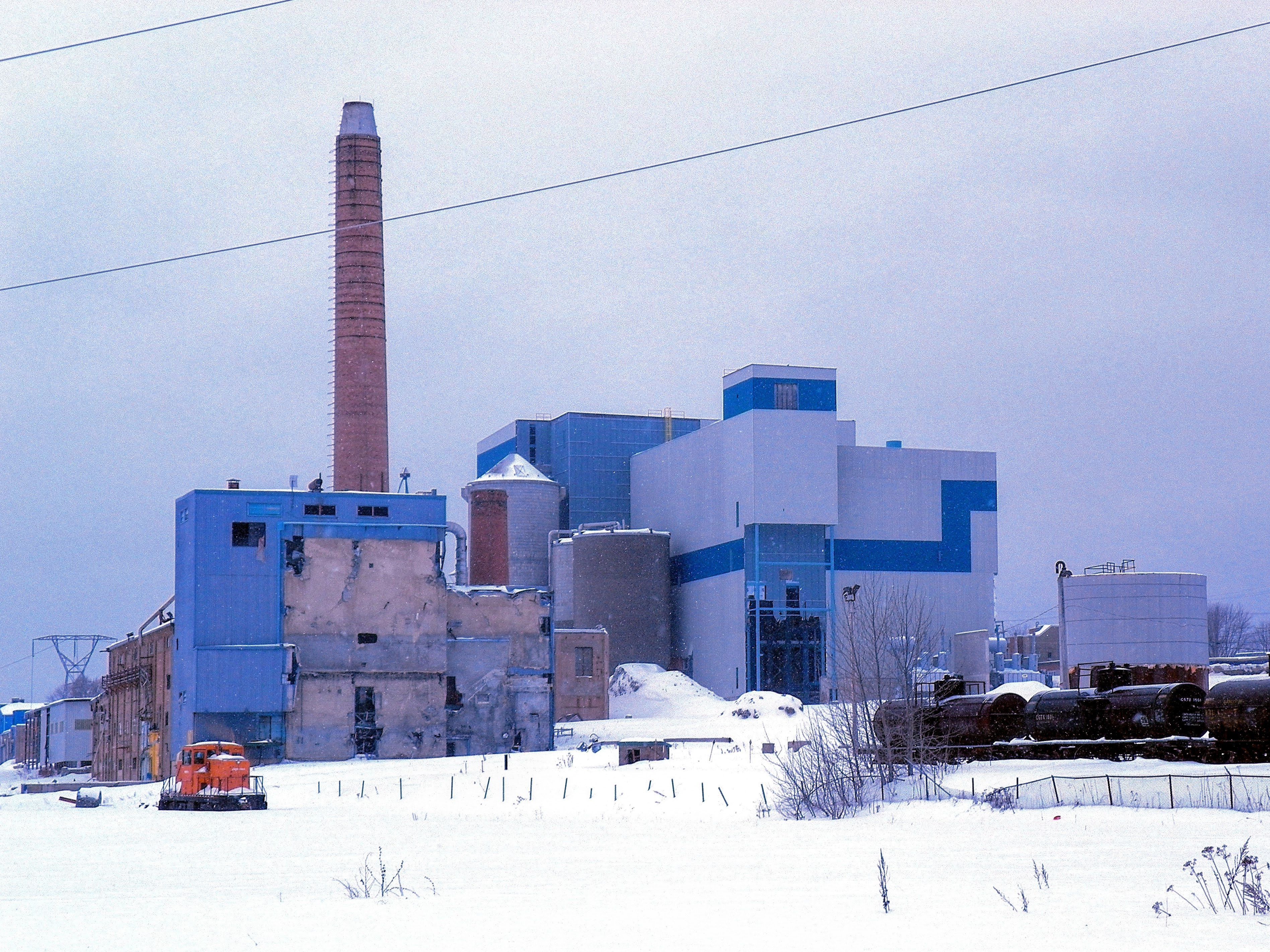
L'usine dans son démantèlement en 2012.

La Gaspésia (anglais: Gaspesia Pulp & Paper Company) était une usine québécoise de pâtes et papiers, située à Chandler, appartenant à Abitibi-Consolidated.

## Histoire
L'usine de pâte de bois a été créée par la St-Lawrence Pulp and Lumber Corporation, par les investisseurs Percy Milton Chandler, W.F. Fuqua et Robert Whitman. La construction débute en 1913 et l'usine entre en opération en 1915. L'entreprise est vendue et rachetée par de multiples investisseurs avant de fermer en 1931 en conséquence du crash boursier. C'est en 1937 que l'usine reprend son activité, sous le nom de Gaspesia Sulphite Company Ltd., aux mains de l’Anglo-Newfoundland Development Corporation. À la suite de la consolidation avec Price Brothers et plusieurs actionnaires au début des années 60, l'usine est renommée Gaspesia Pulp & Paper Company; en français, les noms Companie Gaspésia Limitée ou plus simplement Gaspésia sont employés. À son apogée, l'usine employait plus de 700 personnes.

## Fermeture
La fermeture de l'usine fut annoncée dans une dépêche de l'agence de presse La Presse canadienne publiée le 29 octobre 1999 dans le quotidien montréalais La Presse. Lors de sa fermeture définitive, environ 500 employés furent mis à pied. Son projet de relance en 2000 s'est soldé par l'un des fiascos financiers les plus importants du Québec. Les coûts du projet de modernisation de l'usine ont dépassé les prévisions budgétaires de plus de 265 millions de dollars canadiens.
Sur le bord de la faillite, la Gaspésia a conclu avec 29 de ses 33 créanciers principaux un arrangement en juin 2005. Cet arrangement a été adopté après une saga judiciaire de plus de 18 mois. La saga n'est toujours pas terminée, la ville de Chandler, où est implantée l'usine, rachète les installations pour les revendre lorsque la conjoncture sera plus favorable. Le transfert de propriété n'est pas encore finalisé, il s'annonce aussi long que l'accord avec les créanciers.
Le 4 février 2010, le démantèlement de l'usine commence et la machinerie est achetée par l'entreprise Vietnamienne Tan Mei.
En juillet 2013, l'usine est entièrement démolie. Tout l'ensemble de la Gaspésia est maintenant démolie, incluant l'ancienne pulperie, la grande cheminée de plus de 40 mètres de haut et les deux énormes réservoirs adjacents à la marina. 
La dernière étape fût la décontamination de l'immense terrain, qui a duré jusqu'en 2016.
En 2008, la cinéaste Pascale Ferland réalise le court métrage documentaire, Greetings for Gaspesia, pour Paraloeil à Rimouski.

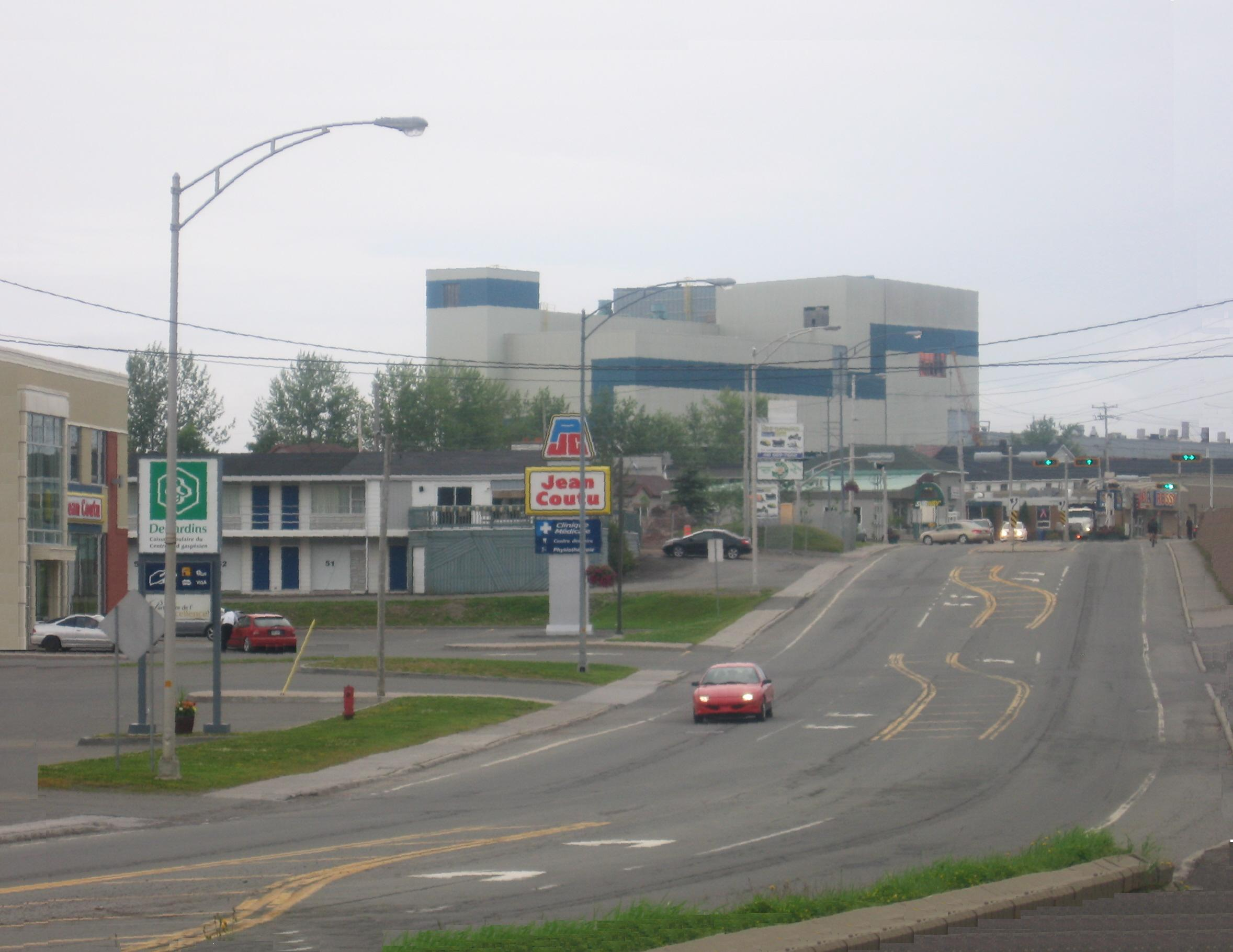
La ville de Chandler, avec l'usine Gaspésia en 2012, avant son démantèlement.